# 波斯尼亚危机

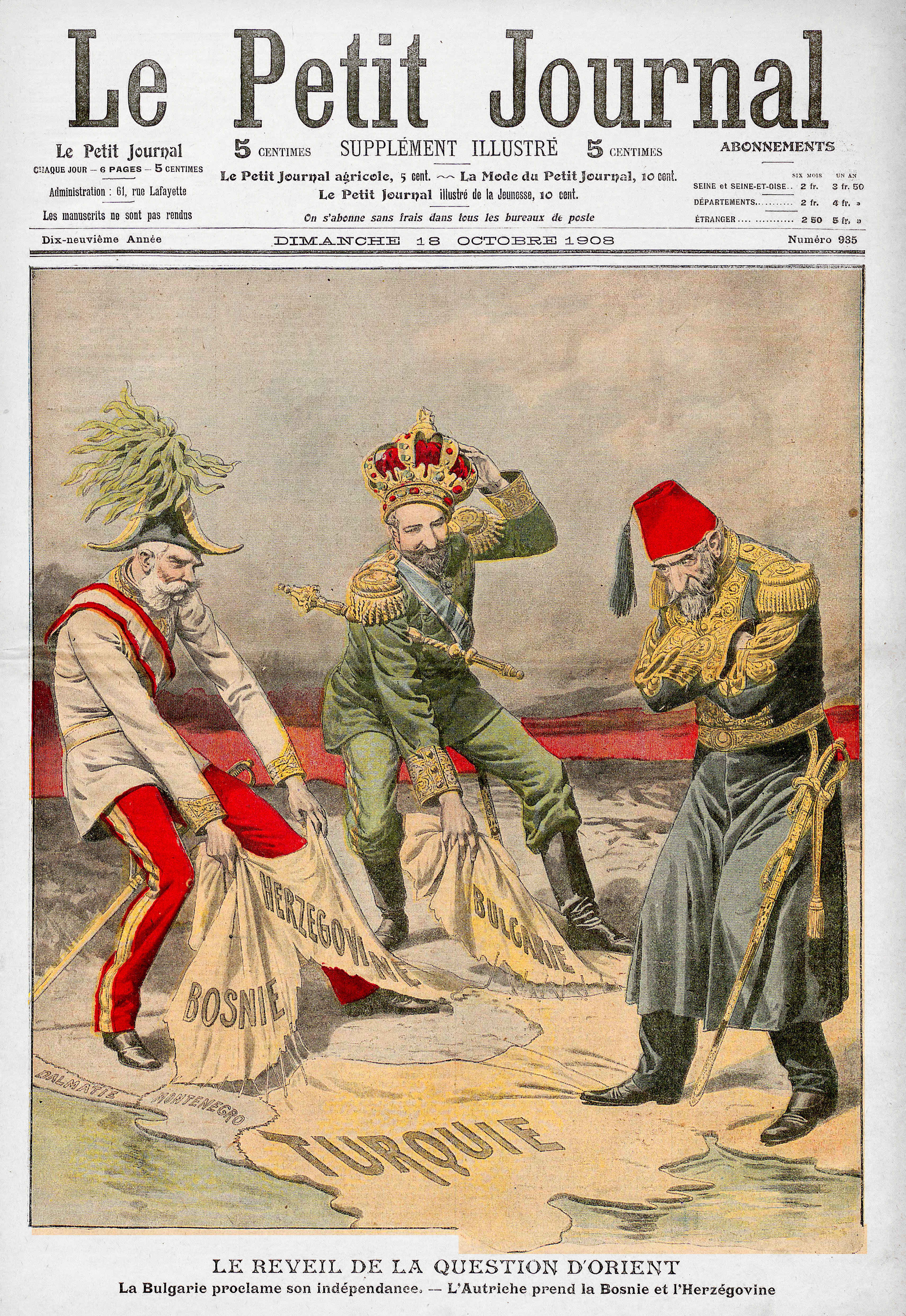
法國報紙〈小報〉封面所描繪的波斯尼亞危機：站在上方的保加利亞親王斐迪南一世宣佈獨立於鄂圖曼帝國，並升格為沙皇。左邊的奧地利皇帝法蘭茲·約瑟夫一世併吞了波士尼亞與黑塞哥維納，右邊的鄂圖曼蘇丹阿卜杜勒·哈米德二世則看著這一切發生。

波斯尼亚危机（英語：Bosnian Crisis），又名波黑危机，是1908年在巴爾幹半島發生的一次危機，歐洲列強們圍繞著鄂圖曼帝國的波斯尼亞省而發生外交衝突。

## 歷史
十九世紀時，昔日強大的鄂圖曼帝国已無法回復以前強盛的局面，被喻作「歐洲病夫」。波士尼亞和赫塞哥維納位於巴爾幹半島中部，本是鄂圖曼帝國西北部最邊陲的領土。1875年波斯尼亞因饑荒觸發大規模動亂，後來動亂蔓延至保加利亞及引致俄羅斯介入，爆發俄土戰爭。奧匈帝國亦乘亂派兵佔領波士尼亞和赫塞哥維納。1878年1月，俄軍兵臨鄂圖曼首都君士坦丁堡，土耳其被迫議和，歐洲列強召開柏林會議，議定巴爾幹半島的新國際秩序，當中保加利亞及塞爾維亞等巴爾幹國家取得獨立，而波士尼亞和赫塞哥維納主權仍屬鄂圖曼帝國，但交予奧匈帝國托管。
二十世紀初，鄂圖曼帝國一群年青軍官以「團結進步委員會」的名義組織起來，提倡君主立憲，被時人稱為青年土耳其黨人；在1908年駐馬其頓鄂圖曼軍隊兵變，要求阿卜杜勒·哈米德二世立即推行憲政及改革，最終蘇丹被迫下台，使鄂圖曼帝國局勢出現不穩，其時奧匈帝國及巴爾幹各國早已希望乘鄂圖曼衰落而作領土擴張。奧匈帝國就趁機正式吞併了波士尼亞和赫塞哥維納，阻礙了塞爾維亞在該地的擴張，塞爾維亞對此感到非常不滿。
鑒於局勢危急，奧匈帝國與俄羅斯帝國達成協議，希望透過召開會議商討波士尼亞和赫塞哥維納二省前途所屬的問題，俄羅斯允許奧匈由管理此二省改為直接統治，而奧匈則協助俄羅斯修改柏林條約，雖然兩國皆彼此作出妥協，但都希望先下手為強，最終奧匈單方面採取吞併行動，卻將與俄羅斯的協議廢棄。
塞爾維亞一直都希望可取得波赫二省作出海口以直接輸出農產品，但奧匈的單方面行動卻破壞了塞爾維亞計劃，故此塞爾維亞視吞併一事為屈辱，但當時俄羅斯因為日俄戰爭戰敗後元氣未復而未有實質支持，塞爾維亞亦唯有接受此一行動；不過此事件已種下兩次巴爾幹半島戰爭的禍根，塞爾維亞西進之路已封，唯有一心南下，寄望取得仍是鄂圖曼領土的阿爾巴尼亞才可突破；而奧匈帝國公然吞併鄂圖曼領土而帝國卻沒法阻止，增加了巴爾幹各國對鄂圖曼的輕蔑，亦促成日後各國組成巴爾幹同盟，掠奪鄂圖曼在歐洲的剩餘領土。
德國自第一次摩洛哥危機後，與英法兩國關係惡化，使德國更甚重視與奧匈和意大利的三國同盟，而這次巴爾幹的衝突更使這種親密關係表露無遺，反過來對俄塞構成明顯威脅。至於俄塞，雖未能以強硬行動作回應，但亦因此加強彼此的聯繫，以對抗三國同盟。

## 參看
- 第一次摩洛哥危機
- 第二次摩洛哥危機
- 第一次巴爾幹戰爭
- 第二次巴爾幹戰爭
- 塞拉耶佛事件
- 七月危機